# Shonda Cole
Shonda Gail Cole (Kings Mountain, 21 giugno 1985) è un'ex pallavolista statunitense.
Giocava nel ruolo di opposto.

## Carriera
La carriera di Shonda Cole inizia nel 2003, tra le file della squadra della sua università, la University of South Carolina. Nei quattro anni in cui gioca per la sua università non raggiunge alcun risultato di prestigio; tuttavia le sue prestazione le valgono le prime convocazioni in nazionale, con cui esordisce nel 2005 al World Grand Prix.
Nel 2007 inizia la carriera da professionista, giocando nella Superliga spagnola per il Club Voleibol Benidorm. Nel 2009 va a giocare nella Liga Superior portoricana per le Caribes de San Sebastián. Nella stagione 2010 gioca prima nelle Criollas de Caguas e poi nelle Pinkin de Corozal, con cui vince il campionato. Nella stagione 2013 viene ingaggiata dalle Indias de Mayagüez, con le quali vince il suo secondo scudetto, venendo anche premiata come MVP della finale.
Nella stagione 2013-14 torna a giocare in Europa, ingaggiata dal Nantes nella Ligue A francese; tuttavia a metà campionato lascia il club per tornare a giocare nelle Indias de Mayagüez per la Liga Superior 2014; al termine di questa esperienza non firma più alcun contratto, ritirandosi dalla pallavolo giocata.

## Palmarès

### Club
- Campionato portoricano: 2

2010, 2013

### Premi individuali
- 2013 - Liga de Voleibol Superior Femenino: MVP della finale
- 2013 - Liga de Voleibol Superior Femenino: All-Star Team